# Glyptodontinae

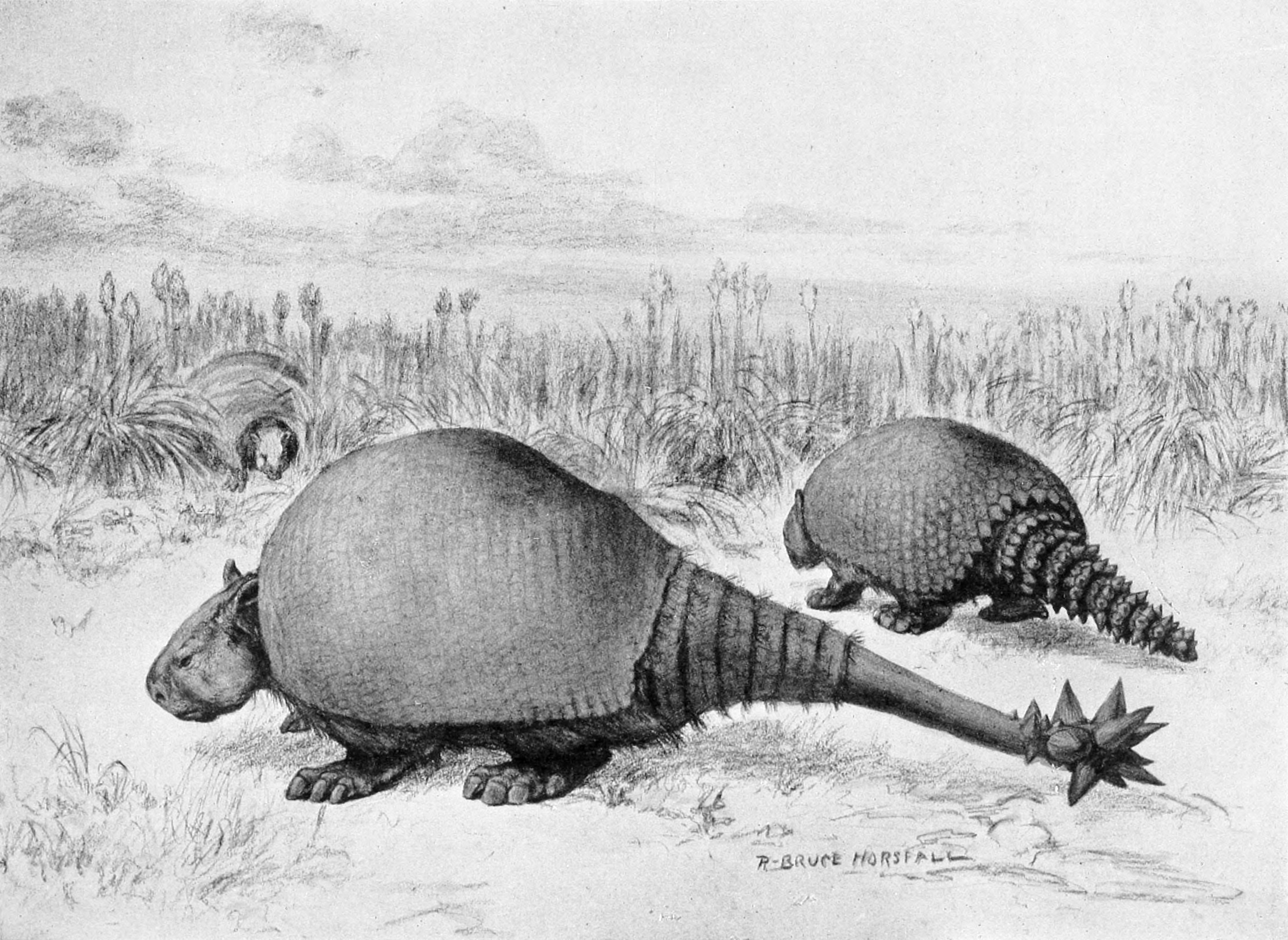
Doedicurus y Glyptodon, dos gliptodontinos que vivieron desde el Plioceno hasta el final del Pleistoceno, donde fueron cazados por los seres humanos, y también fueron los últimos miembros de su familia.

Los gliptodontinos (Glyptodontinae) son una subfamilia extinta de mamíferos placentarios del orden Cingulata, emparentados con los actuales armadillos de la familia Chlamyphoridae. Originarios de Sudamérica, se distribuyeron por todo el continente americano cuando se formó el istmo de Panamá hace 2 millones de años y vivieron hasta hace unos 8000 años, cuando se extinguieron todos los géneros en el evento de extinción del Cuaternario, probablemente por la caza excesiva.
Tenían un cráneo y un caparazón formado por muchas piezas pequeñas fusionadas y, en ocasiones, una cola en forma de maza. Muestran una notable convergencia con las tortugas y algunos dinosaurios (anquilosauros).
Los miembros de este grupo fueron tradicionalmente situados en una familia propia, Glyptodontidae, la cual se suponía había divergido tempranamente del linaje de los armadillos, la familia Dasypodidae. En 2016, se publicó un análisis del ADN mitocondrial del gliptodonte Doedicurus en el cual se determinó que, en realidad, este se situaba junto con los armadillos modernos como el taxón hermano de un clado consistente de las subfamilias Chlamyphorinae y Tolypeutinae. Por esta razón los gliptodóntidos y todos los armadillos modernos fueron reclasificados en la familia Chlamyaphoridae, excepto por los miembros del género Dasypus que continúan como parte de Dasypodidae.

## Taxonomía
Los gliptodontinos incluyen los siguientes géneros:

- †Neothoracophorinae Castellanos, 1951
  - †Neothoracophorus Ameghino, 1889
  - †Pseudoneothoracophorus Castellanos, 1951
- †Glyptatelinae Castellanos, 1932
  - †Clypeotherium Scillato-Yané, 1977
  - †Glyptatelus Ameghino, 1897
  - †Neoglyptatelus Garlini, Vizcaíno & Scillato-Yané, 1997
  - †Pachyarmatherium Downing & White, 1995
- †Propalaehoplophorinae Ameghino, 1891 
  - †Asterostemma Ameghino, 1889
  - †Eucinepeltus Ameghino, 1891
  - †Metopotoxus Ameghino, 1895
  - †Propalaehoplophorus Ameghino, 1887
- †Haplophorinae Huxley, 1864 
  - †Hoplophorini Huxley, 1864
    - †Berthawyleria Castellanos, 1939
    - †Eosclerophorus Castellanos, 1948
    - †Eusclerocalyptus Ameghino, C., 1919
    - †Hoplophorus Lund, 1838
    - †Hoplophractus Cabrera, 1939
    - †Isolinia Castellanos, 1951
    - †Neosclerocalyptus Paula Couto, 1957
    - †Parahoplophorus Castellanos, 1932
    - †Sclerocalyptus Ameghino, 1891
    - †Stromaphoropsis Kraglievich, 1932
    - †Stromaphorus Castellanos, 1926
    - †Trabalia Kraglievich, 1932
    - †Trachycalyptus Ameghino, 1908

  - †Palaehoplophorini Hoffstetter, in Piveteau, 1958
    - †Aspidocalyptus Cabrera, 1939
    - †Chlamyphractus Castellanos, 1939
    - †Palaehoplophorus Ameghino, 1883
    - †Protoglyptodon Ameghino, 1885
    - †Pseudoeuryurus Ameghino, 1889

  - †Lomaphorini Hoffstetter, 1958
    - †Lomaphorops Castellanos, 1932
    - †Lomaphorus Ameghino, 1889
    - †Peiranoa Castellanos, 1946
    - †Trachycalyptoides Saint-André, 1996
    - †Urotherium Castellanos, 1926

  - †Plohophorini Castellanos, 1932
    - †Coscinocercus Cabrera, 1939
    - †Phlyctaenopyga Cabrera, 1944
    - †Plohophoroides Castellanos, 1928
    - †Plohophorops Rusconi, 1934
    - †Plohophorus Ameghino, 1887
    - †Pseudoplohophorus Castellanos, 1926
    - †Teisseiria Kraglievich, 1932
    - †Zaphilus Ameghino, 1889

  - †Neuryurini Hoffstetter, in Piveteau, 1958
    - †Neuryurus Ameghino, 1889

  - †Panochthini Castellanos, 1927 
    - †Nopachtus Ameghino, 1888
    - †Panochthus Burmeister, 1866
    - †Parapanochthus Moreira, 1971
    - †Propanochthus Castellanos, 1925
- †Doedicurinae Ameghino, 1889
  - †Castellanosia Kraglievich, 1932
  - †Comaphorus Ameghino, 1886
  - †Daedicuroides Castellanos, 1941
  - †Doedicurus Burmeister, 1874
  - †Eleutherocercus Koken, 1888
  - †Plaxhaplous Ameghino, 1884
  - †Prodaedicurus Castellanos, 1927
  - †Xiphuroides Castellanos, 1927
- †Glyptodontinae Gray, 1869
  - †Boreostemma Carlini, Zurita, Scillato-Yané, Sánchez & Aguilera, 2008
  - †Glyptotheriini Castellanos, 1953
    - †Glyptotherium  Osborn, 1903

  - †Glyptodontini Gray, 1869
    - †Chlamydotherium Bronn, 1838
    - †Glyptodon Owen, 1839
    - †Glyptodontidium Cabrera, 1944
    - †Glyptostracon Castellanos, 1953
    - †Heteroglyptodon Roselli, 1979
    - †Paraglyptodon Castellanos, 1932
    - †Stromatherium Castellanos, 1953